# Euselasia ocalea
Euselasia ocalea är en fjärilsart som beskrevs av Druce 1904. Euselasia ocalea ingår i släktet Euselasia och familjen Riodinidae. Inga underarter finns listade i Catalogue of Life.